# Киттель, Герхард

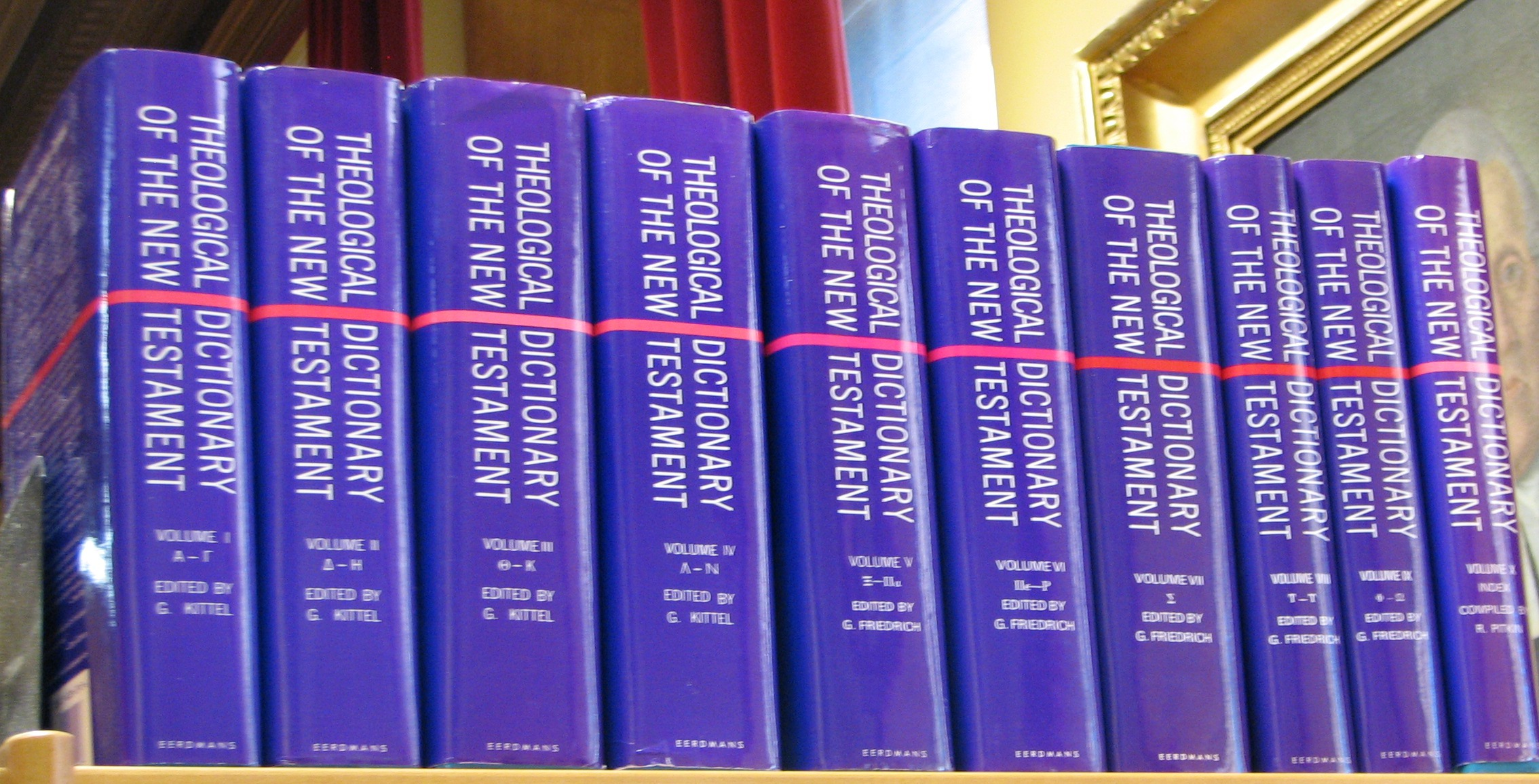
Magnum opus Герхарда Киттеля

Герхард Киттель (Gerhard Kittel; 23 сентября 1888 года, Бреслау, Пруссия, Германская империя — 11 июля 1948 года, Тюбинген, Германия) — немецкий лютеранский теолог и лексикограф библейских языков. Был активным сторонником нацистов и открытым антисемитом. Наиболее известной работой Киттеля в области библейских исследований является Theologisches Wörterbuch zum Neuen Testament («Богословский словарь Нового Завета»).

## Биография
Сын исследователя Ветхого Завета Рудольфа Киттеля. В 1914 году женился на Ханне Унтермайер, детей в браке не было. В мае 1933 года вступил в НСДАП. Ранее не имел никакого отношения к политике, но назвал нацистскую партию «народным движением обновления на христианской, моральной основе».
В 1945 году, после того как Третий рейх капитулировал перед союзниками, Киттель был арестован французскими оккупационными силами, снят с должности и интернирован в Балингене. В свою защиту Киттель утверждал, что его работа была «научной в методе» и мотивирована христианством, хотя для некоторых она могла показаться антисемитской. Он пытался дистанцироваться от «вульгарного антисемитизма нацистской пропаганды», распространяемого еженедельником Der Stürmer и идеологом нацизма Альфредом Розенбергом, известным своей антихристианской риторикой, фёлькиш-аргументами и упором на идеологию «жизненного пространства». Но несмотря на это, Киттель признал, что пытался «разобраться с проблемой еврейства и еврейским вопросом».
Профессор Мартин Дибелиус, богослов из Гейдельбергского университета, писал, что работы Киттеля, связанные с древним иудаизмом, «носят чисто научный характер» и «не служат партийной интерпретации иудаизма». Далее он сказал, что Киттель заслуживает «благодарности всех, кто интересуется научным изучением иудаизма».
Клаус Шедль, который посещал лекции Киттеля по еврейскому вопросу зимой 1941—1942 годов в Вене, сказал, что «никто не слышал ни одного злого слова» и что «профессор Киттель действительно не был коллаборационистом». Шедль говорил, что Киттель был одним из немногих учёных, которые выдвинули мнение по еврейскому вопросу, альтернативное официальному. Сам Киттель говорил, что его цель — бороться с мифами и искажениями экстремистов в нацистской партии.
Аннемари Тугендхат была крещёной еврейкой, чей отец был отправлен в концлагерь Вельцхайм в 1938 году. Она показала, что Киттель решительно возражал против действий, предпринимаемых против евреев. Работа Киттеля по еврейскому вопросу основывалась не на расовых теориях нацизма, а на богословии.
В 1946 году Киттель был освобожден из заключения до суда, но ему было запрещено въезжать в Тюбинген до 1948 года. С 1946 по 1948 годы он был пастором в Бойроне. В 1948 году ему разрешили вернуться в Тюбинген, но в том же году он скончался, прежде чем уголовное дело против него дошло до суда.

## В нацистской Германии
В Третьем Рейхе Киттель занимался антисемитской пропагандой под видом научной деятельности.
В качестве профессора евангелической теологии и Нового Завета в Тюбингенском университете он публиковал исследования, изображающие еврейский народ как исторического врага Германии, христианства и европейской культуры в целом. В июньской лекции 1933 года Die Judenfrage («Еврейский вопрос»), которая вскоре появилась в печати, он высказался за лишение гражданства немецких евреев, запрет им работать в медицине, юриспруденции, преподавании и журналистике, а также брака или сексуальных отношений с неевреями — таким образом, предвосхитив на два года Нюрнбергские расовые законы, введённые нацистским правительством в 1935 году и лишившие евреев права на немецкое гражданство. Будучи близким другом Вальтера Франка, Киттель с момента основания в 1935 году присоединился к Reichsinstitut für Geschichte des neuen Deutschlands, созданной Франком политизированной организации, претендовавшая на научность. В этом институте он вошёл в исследовательский отдел по еврейскому вопросу).
Уильям Олбрайт писал, что «ввиду ужасной злобности его нападок на иудаизм и евреев, которые продолжались, по крайней мере, до 1943 года, Герхард Киттель должен испытывать вину за то, что его вклад в массовое убийство евреев нацистами был, возможно, больше, чем у любого другого христианского богослова».

## Литературные произведения
- Die Oden Salomos überarbeitet oder einheitlich, 1914
- Jesus und die Rabbinen, 1914
- Die Probleme des palästinensischen Spätjudentums und das Urchristentum, 1926
- Urchristentum, Spätjudentum, Hellenismus, 1926
- Die Religionsgeschichte und das Urchristentum, 1932
- Основатель и редактор Theologisches Wörterbuch zum Neuen Testament, 5 vols., 1933—1979
- Ein theologischer Briefwechsel mit Karl Barth (теологическая переписка с Карлом Бартом), 1934
- Christus und Imperator, 1939
- Das Antike Weltjudentum – Forschungen zur Judenfrage, 1943 совместно с Ойгеном Фишером[10].